# وادی الحور
وادی الحور (به عربی: وادی الحور) یک منطقهٔ مسکونی در لبنان است که در شهرستان عکار واقع شده‌است. وادی الحور ۰٫۷۳ کیلومتر مربع مساحت و ۳۹۴ نفر جمعیت دارد و ۱۸۵ متر بالاتر از سطح دریا واقع شده‌است.